# Maison Bence et fils
La Maison Bence et fils (en serbe cyrillique : Робна кућа Бенце и син ; en serbe latin : Robna kuća Bence i sin) est située à Zrenjanin, dans la province de Voïvodine et dans le district du Banat central, en Serbie. Avec l'ensemble du quartier ancien de la ville, elle est inscrite sur la liste des entités spatiales historico-culturelles de grande importance de la République de Serbie (identifiant no PKIC 48) et, à ce titre, sur la liste des monuments culturels de grande importance.

## Présentation
L'immeuble, situé 21 rue Aleksandra I Karađorđevića, a été construit en 1909 par István Detky pour abriter le magasin de meuble Bence (Bencze). Construit dans un style Sécession mêlé d'éléments néo-baroques, il était à l'époque le premier bâtiment moderne de la partie gauche de la rue et témoigne de la tendance à transformer le centre de Zrenjanin en zone consacrée au commerce et aux affaires. Dans son projet, Detky se montre influencé par le magasin de meubles Wertheim-Kaufhaus de Berlin, réalisé par l'architecte Alfred Messel.